# Diplotoxa knighti
Diplotoxa knighti är en tvåvingeart som beskrevs av Spencer 1977. Diplotoxa knighti ingår i släktet Diplotoxa och familjen fritflugor. Inga underarter finns listade i Catalogue of Life.